# Tabel van gemeenten in Groningen
Hieronder staat een tabel van alle gemeenten in de Nederlandse provincie Groningen. 
| Gemeente         | Inwoners | Landoppervlakte (km²) | Grootste plaatsen                                                                         | Locatie        |
| ---------------- | -------- | --------------------- | ----------------------------------------------------------------------------------------- | -------------- |
| Eemsdelta        | 45.098   | 267,89                | Appingedam, Delfzijl, Loppersum                                                           | Kaart gemeente |
| Groningen        | 243.833  | 185,60                | Groningen, Haren, Hoogkerk                                                                | Kaart gemeente |
| Het Hogeland     | 48.228   | 482,75                | Bedum, Uithuizen en Winsum                                                                | Kaart gemeente |
| Midden-Groningen | 61.450   | 280,00                | Harkstede, Hoogezand, Muntendam, Noordbroek, Sappemeer, Siddeburen, Slochteren, Zuidbroek | Kaart gemeente |
| Oldambt          | 39.421   | 226,66                | Beerta, Finsterwolde, Heiligerlee, Midwolda, Nieuweschans, Scheemda, Winschoten           | Kaart gemeente |
| Pekela           | 12.519   | 49,04                 | Oude Pekela, Nieuwe Pekela                                                                | Kaart gemeente |
| Stadskanaal      | 31.993   | 117,64                | Stadskanaal, Musselkanaal, Onstwedde                                                      | Kaart gemeente |
| Veendam          | 27.517   | 76,00                 | Veendam, Wildervank                                                                       | Kaart gemeente |
| Westerkwartier   | 64.893   | 362,69                | Grootegast, Leek, Marum en Zuidhorn                                                       | Kaart gemeente |
| Westerwolde      | 26.558   | 275,67                | Ter Apel, Bellingwolde, Blijham, Sellingen, Vlagtwedde                                    | Kaart gemeente |

Drenthe · Flevoland · Friesland · Gelderland · Groningen · Limburg · Noord-Brabant · Noord-Holland · Overijssel · Utrecht · Zeeland · Zuid-Holland